# Reisinger János (orvos)
Reisinger János (Győr, 1784. május 24. – Pest, 1852. február 12.) orvos-sebészdoktor, császári és királyi tanácsos, egyetemi tanár.

## Élete
Orvosi tanulmányait a pesti egyetemen végezte; 1806-ban orvosdoktorrá, 1807-ben pedig sebészdoktorrá avatták. Ezután Szegeden telepedett le mint gyakorló orvos, de itt csak rövid ideig működött, mert még ugyanazon évben a természetrajzi tanszék mellé adjunktussá nevezték ki és visszament Pestre. Nemsokára meghalt főnöke, Schönbauer József, és a tanszék helyettesítésével bízták meg. 1809-ben a fölkelő nemzeti sereghez ment mint törzsorvos, és ezen állását csak a fölkelt seregek kórházainak eltörlésekor hagyta el. 1810-ben az állattan és ásványtan tanárává nevezték ki a pesti egyetemhez, és mint ilyen működött 1848-ig, amikor nyugdíjazták. 1813–14-ben és 1814–15-ben dékán, 1825–26-ban pedig rektor volt. 1840. szeptemberben királyi tanácsosi címet kapott. 

## Művei

### Cikkek
Cikkei az Orvosi Tárban (IV. 1831. Magyarország legnevezetesebb bögölyeinek különrajza, 1839. II. A kerteket és erdőket pusztító hernyókról és azon módról, mely által a jövendő évekre nézve az általok okozandó károk elháríttatnak, 1841. II. Beszéde az orvosok és természetvizsgálók nagygyűlésén, 1842. II. A savó-, tej-, víz-, lég-, világosság- és szőlőgyógy méltánylása, legtöbb idült s kivált altesti kórokban, 1848. I. Sáskák bélyegzése-, pusztítása-, vándorlása- és kiirtásának rövid leírása, II. Javaslat az egyetem, és különösen az intézetek rendezéséről); a Magyar természettud. társaság Évkönyvében (I. 1841-45. A chinai theáról s honi pótlékáról); az Irodalmi Szemlében (1846. 8. sz. könyvism.); a Pesti Divatlapban (1844. 17. sz. Az ember, különösen a nő); a Magyar orvosok és természetvizsgálók Munkálataiban (V. 1845. Beszéde a nagygyűlésen Pesten, Az ebdühről, latinul); a Zeitschrift für Natur- und Heilkundeban (1850. 19. sz. Winke über die grosse Verwandtschaft der Naturwissenschaften mit der Theologie)

### Könyvek
- Enchiridion anorganosiae. Vol. I. Buda, 1820 (Ismertetésére válasza Tud. Gyűjt. 1821. I. 99. l.)
- Dictio qua diem anniversarium fundatae regiae scient. universit. Hungaricae Pestiensis anno 1827. Juni 26. die celebravit … praemissis augustissimae regnantis domus Austriacae in provehenda re literaria Hungariae maximis, ac immortalibus meritis exponendo praecedentes futurasque telluris universae generatim, speciatim vero soli Hungarici mutationes. Uo, 1828
- Speciemen ichthyologiae-sistens pisces aquarum dulcium Hungariae. Uo, 1830 (Szirmay András Ignácz, orvosdoktor: Dissertatio inaug. medico-zoologica, sistens pisces aquarum Hungariae. Vindobonae, 1840 czímű munkájában Magyarország halainak megismertetését R. tanár monographiájából kiírva és megrövidítve adja)
- Parentatio qua Joan. Nep. Schuster condam chemiae prof. p. o. fac. med. prosenioris et r. sc. universitatis h. rectoris emeritis memoriam recolit... die 4-ta Mai 1838. Pest, 1838
- A nemek különbsége és elsősége természet-, boncz- és élettani tekintetben. Írta és a magyar orvosok és természetvizsgálók ötödik nagygyűlésén Kolozsvárt előadta… A m. orv. és természetvizsgálók V. évkönyvéből. Kolozsvár, 1845
- Állattan a gerinczésekről. I. kötet. Emlősök. Madarak. II. kötet. Hüllők, Halak. Buda, 1848. Két kötet, több fametszettel